# Czerwona Woda Północna
Czerwona Woda Północna – zlikwidowany kolejowy przystanek osobowy i ładownia publiczna w Czerwonej Wodzie, w gminie Węgliniec, w powiecie zgorzeleckim, w województwie dolnośląskim, w Polsce. Otwarty w 1913, zamknięty w 1966, zlikwidowany w 1974 roku.